# Синеговская, Валентина Тимофеевна
Валентина Тимофеевна Синеговская (род. 31 октября 1952, Тымовское, Сахалинская область) — учёный-растениевод, доктор сельскохозяйственных наук, профессор, главный научный сотрудник Всероссийского НИИ сои, академик РАН (2016).
Заслуженный деятель науки Российской Федерации (2007). Лауреат премии Правительства Российской Федерации в области науки и техники (2022).

## Биография
Родилась 31 октября 1952 года в пос. Тымовское, в Кировском районе Сахалинской области.
В 1976 году  окончила Южно-Сахалинский государственный педагогический институт.
С 1978 года  работает во ВНИИ сои, пройдя путь от старшего лаборанта до директора института.
С 1981 по 1985 г обучалась в аспирантуре Московской сельскохозяйственной академии имени К.А. Тимирязева
В 1985 г. защитили кандидатскую диссертацию в МСХА имени К.А. Тимирязева по специальностям растениеводство и микробиология.
Одновременно, с 1995 года — преподаватель, а с 2002 года — профессор кафедры селекции и защиты растений Дальневосточного государственного аграрного университета.
В 2002 году — защитила докторскую диссертацию, в 2005 году — присвоено учёное звание профессора.
В 2007 году — избрана членом-корреспондентом РАСХН, присвоено почетное звание "Заслуженный деятель науки"
В 2014 году — избрана членом-корреспондентом РАН (в рамках присоединения РАСХН к РАН).
В 2016 году — избрана академиком РАН.

## Научная деятельность
Видный ученый в области растениеводства и физиологии растений, изучения фотосинтетической деятельности посевов и репродукционных процессов сои и зерновых культур. Синеговская В.Т. руководитель научной школы по изучению процессов фотосинтеза в растениях, ею разработан и запатентован новый «Способ определения продуктивности фотосинтетического потенциала сои» (патент на изобретение № 2539634 от 20.01.2015 г.), который позволяет проводить сравнительную оценку фотосинтетической продуктивности селекционного материала, определять его вклад в накопление хозяйственно-полезной части урожая культур и прогнозировать величину урожайности семян. Метод используется в научных учреждениях, аспирантами и магистрами при выполнении научно-исследовательских работ.  
Впервые Синеговской В.Т. начаты исследования по изучению флуоресценции хлорофилла растений сои и зерновых культур, позволившие выделить сорта, сортообразцы и формы дикой сои с высоким уровнем поглощения квантов света, что позволило создать сорт нового поколения Лучистая, соавтором которого она является (Патент № 12795 на селекционное достижение РФ). Сорт обладает скороспелостью, отличается повышенной фотосинтетической активностью листового аппарата, превышает стандарт по урожайности на 0,33 т/га, с потенциалом продуктивности 3,12 т/га. В 2023 г. сорт Лучистая включен в Госреестр селекционных достижений для использования в производстве. С использованием показателей содержания хлорофилла в листьях сои ею разработан «Способ определения устойчивости сортов сои к длительному переувлажнению и затоплению почвы», патент на изобретение № 2798527 (2023 г.), с использованием которого из генетической коллекции ВНИИ сои выявлены сортообразцы и сорта сои для включения в селекционный процесс, как источники устойчивости к переувлажнению и затоплению почвы. На основе изучения влияния фотопериодов на формирование репродуктивных органов у сортов сои Сентябринка и Китросса в условиях короткого светового дня рекомендованы оптимальные сроки посева этих сортов, изданы рекомендации по приемам возделывания скороспелых сортов сои Сентябринка и Кружевница, обеспечивающие увеличение урожайности на 1,02 и 0,76 т/га при переходе на широкорядный способ посева 45 см относительно рядового с междурядьями 15 см, за счет снижения абортивности бобов и семян в бобах. 
Под руководством Синеговской В.Т. создано 40 сортов сои, при её личном участии – 4 сорта. Сорт Китросса включен в Госреестр в 2016 г. (патент № 8646 от 25.10.2016 г.), пользуется спросом у товаропроизводителей сои как высокоурожайный (4,2 т/га). Сорт отличается высоким содержанием полиненасыщенных кислот (87,1...88,6%), с благоприятным соотношением жирных кислот омега-6 к омега-3, возделывается в хозяйствах Амурской области, Приморского и Хабаровского края, Еврейской Автономной области. 
При личном участии Синеговской В.Т. создан сорт Топаз (патент № 10992 от 10.03.2020 г.), предназначенный для возделывания в северных регионах России. В условиях короткого лета с суммой активных температур до 1800 0С, он обеспечивает получение урожая на уровне 2,0...2,5 т/га с масличностью не менее 21 %. В рамках Национального проекта «Наука и университеты» в 2019 г. под руководством В.Т. Синеговской во ВНИИ сои была создана молодежная лаборатория по физиологии растений, за 5 лет проведены научные исследования, направленные на повышение результативности селекционного процесса при создании сортов сои нового поколения на основе использования фундаментальных знаний в области физиологических особенностей развития сои, подготовлена к защите кандидатская диссертация, защищены две аспирантские диссертационные работы в области исследований влияния фотопериодов на формирование репродуктивных органов и семенную продуктивность сортов сои, разработке приемов использования биопрепаратов для повышения урожайности сортов сои, выявления источников с высоким уровнем репродукционного процесса, низким поражением болезнями и стабильно высокой урожайностью для включения в селекционный процесс. 
Совместно с Институтом объединенных высоких температур РАН при её личном участии разработан «Способ повышения урожайности среднеспелых сортов сои за счёт использования низкотемпературной аргоновой плазмы» (патент на изобретение № 2740815 от 21.01.2021 г.). Данный способ ускоряет появление всходов и созревание семян в экстремальных условиях Дальнего Востока, обеспечивая рост урожайности сои на 15...20%.
Под научным руководством В.Т. Синеговской защищено 10 диссертационных работ на соискание ученой степени кандидатов наук. Подготовленные специалисты работают в учебных и научных заведениях Дальнего Востока.
Рекомендуемые приемы возделывания сои включены в книги по системе технологий и машин для растениеводства Амурской области (2001 г.) и Дальнего Востока (2002 г.), в систему земледелия Амурской области (2003 г., 2016), Сорная растительность Амурской области и меры борьбы с ней (2003), Технологии возделывания сои в Амурской области ( 2009), Опыт возделывания сои по интенсивной технологии в Приамурье (2014), Каталог сортов сои селекции Всероссийского НИИ сои (2015, 2021), Возделывание сортов сои северного экотипа в Нечерноземной зоне Российской Федерации (2015), Стратегия развития селекции и семеноводства сои на Дальнем Востоке России (2016), 100 вопросов и ответов о возделывании сои ( 2021), в подготовке которых она принимала непосредственное участие. Учебно-методическое пособие «Методы исследований в полевых опытах с соей», удостоено Бронзовой медали на Всероссийской выставке «Золотая осень» (2016), пособие используется в НИУ и вузах страны.
Всего Синеговской В.Т. опубликовано более 280 научных работ, книг, учебных и методических пособий, практических рекомендаций, в том числе в журналах из списка ВАК РФ, WoS и Scopus, имеет 12 патентов на изобретения и полезные модели, 4 – на селекционные достижения.

## Избранные сочинения
- Воспроизводство плодородия почв – важнейший фактор устойчивого развития региональных агроэкосистем Дальнего Востока. Коллективная научная монография, 1998. 160 с.
- Сорная растительность Амурской области и меры борьбы с ней, 2003. 166 с. Соавторы Ф. Б. Коломийцев, А.Н. Гайдученко, В.К. Сергеев
- Физиология и биохимия сельскохозяйственных растений, 2003. 133 с. Учеб.-метод. Пособие. Соавт. Е. Г. Ельчанинова
- Лабораторный практикум по физиологии и биохимии сельскохозяйственных растений, 2005. 133 с. Учеб. пособие. Соавт. Е. Г. Ельчанинова
- Физиология и биохимия сельскохозяйственных растений, 2005. 130 с. Учебное пособие. Соавтор Е.Г. Ельчанинова
- Посевы сои в Приамурье как фотосинтезирующие системы, 2005. 120 с.
- Технология возделывания сои в Амурской области, 2009. 72 с. Научная коллективная монография
- Возделывание скороспелых сортов сои, 2011. 164 с. Монография. Соавторы Кобозева Т.П., Делаев У.А.
- Технологии и комплекс машин для производства зерновых культур и сои в Амурской области, 2011. 130 с. в соавторстве
- Каталог сортов сои селекции Всероссийского НИИ сои, 2015. 96 с. в соавторстве
- Методы исследований в полевых опытах с соей, 2016. 115 с. Учебно-методическое пособие. Соавторы Наумченко Е.Т., Кобозева Т.П.
- Тимирязевец с земли Архангельской, 2016. 137 с. Монография. Соавтор Посыпанова В.Н.
- История развития аграрной науки в Приамурье. Научная монография, посвящённая 50-летию образования Всероссийского НИИ сои. 2018. —200 с. Соавтор Клеткина О.О.
- 100 вопросов и ответов о возделывании сои, 2021. 79 с. Рекомендации в соавторстве
- Каталог сортов сои, 2021. 69 с. Соавторы Фокина Е.М., Беляева Г.Н., Синеговский М.О., Клеткина О.О.
- Приёмы возделывания скороспелых сортов сои Сентябринка и Кружевница на луговой черноземовидной почве в Амурской области, 2023. 16 с. Соавторы Очкурова В.В., Лёвина А.Н.

## Награды
- Серебряная медаль «За вклад в развитие агропромышленного комплекса России» (2005)
- Заслуженный деятель науки Российской Федерации (2007)
- Лауреат Премии Правительства Российской Федерации в области науки и техники (2022)
- Золотая медаль «За вклад в развитие агропромышленного комплекса России» (2023)
- Премия дружбы Правительства Китая (2023)
- Медаль "За содействие Минвостокразвития России" (2024)
- Медаль 300 лет Российской академии наук (2024)